# Valentina Tronel
Valentina Tronel (Rennes, 6 april 2009) is een Franse zangeres. 

## Biografie
Tronel groeide op met muziek. Haar beide ouders zingen ook. 
Toen Tronel zes was, deed ze auditie voor de Franse versie van The Voice Kids. In 2018 werd ze geselecteerd voor de tweede generatie van de kindermuziekgroep Kids United. In 2020 won ze het Junior Eurovisiesongfestival met het nummer J'imagine. Ze behaalde 200 punten, 48 punten meer dan nummer twee Kazachstan. Het was de eerste overwinning van Frankrijk.
In 2021 woont ze met haar familie in Thorigné-Fouillard.
2003: Dino Jelušić · 
2004: María Isabel · 
2005: Ksenia Sitnik · 
2006: The Tolmachevy Twins · 
2007: Aleksej Zjigalkovitsj · 
2008: Bzikebi · 
2009: Ralf Mackenbach · 
2010: Vladimir Arzumanian · 
2011: Candy · 
2012: Anastasija Petryk · 
2013: Gaia Cauchi · 
2014: Vincenzo Cantiello · 
2015: Destiny Chukunyere · 
2016: Mariam Mamadasjvili · 
2017: Polina Bogoesevitsj · 
2018: Roksana Węgiel · 
2019: Wiktoria Gabor · 
2020: Valentina · 
2021: Maléna · 
2022: Lissandro · 
2023: Zoé Clauzure
2004: Thomas Pontier · 
2018: Angélina Nava · 
2019: Carla · 
2020: Valentina · 
2021: Enzo · 
2022: Lissandro · 
2023: Zoé Clauzure